# Публий Валерий Фалтон
Публий Валерий Фалтон (на латински: Publius Valerius Falto) e политик на Римската република през 3 век пр.н.е.
Публий е брат на Квинт Валерий Фалтон (консул 239 пр.н.е.).
През 238 пр.н.е. Фалтон е консул с Тиберий Семпроний Гракх и се бие против боиите на р. По и лигурите.